# 1 szeląg (1808–1812)

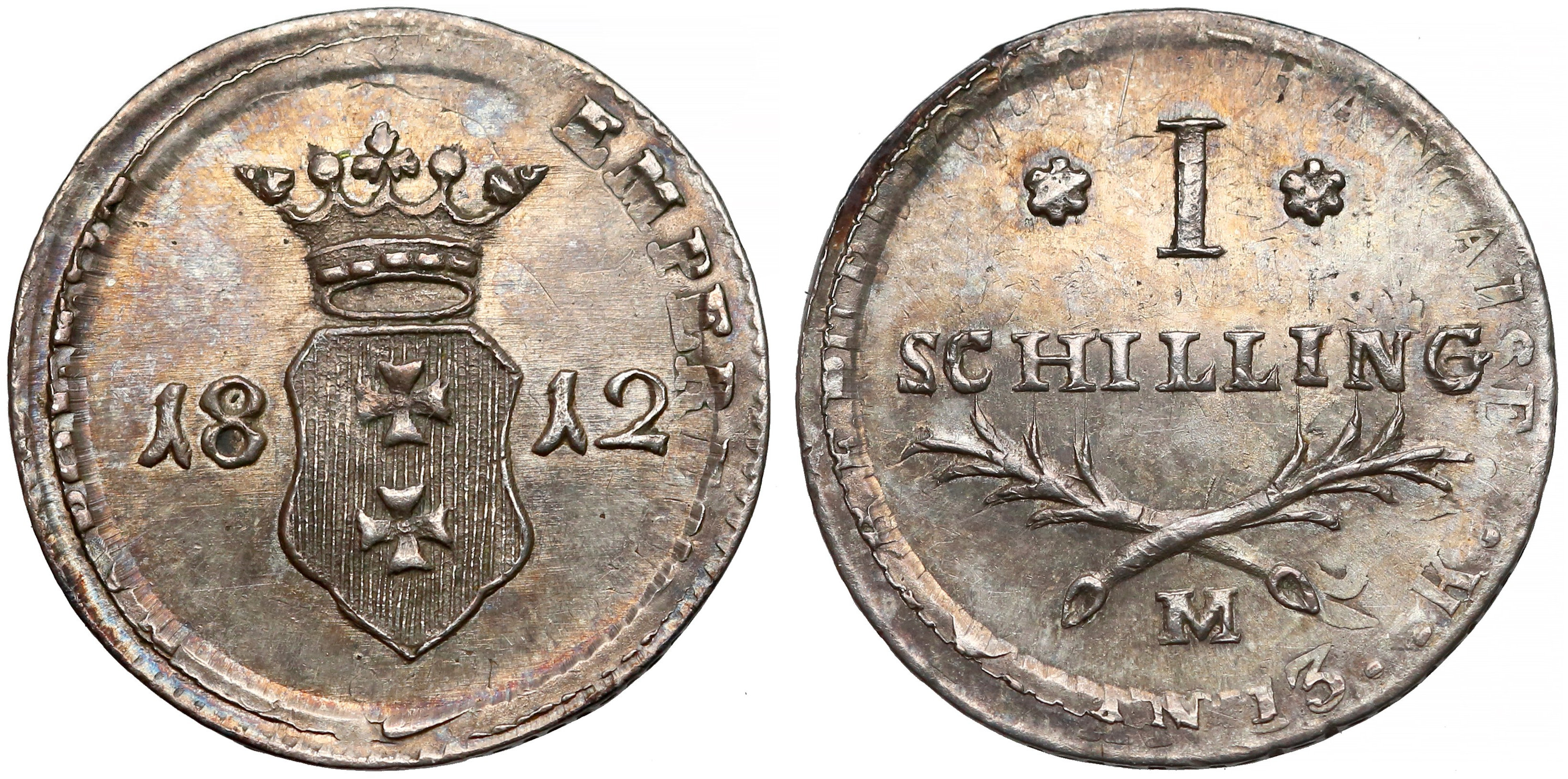
1812 odbitka w srebrze na monecie Napoleona

1 szeląg (1808–1812) – moneta szelągowa bita dla Wolnego Miasta Gdańska w latach 1808 i 1812 na stopę menniczą polską z 1766 r.

## Awers
Pod koroną znajduje się tarcza z herbem Gdańska, po bokach umieszczono rok bicia – 1808 lub 1812.

## Rewers
U samej góry znajduje się cyfra I, a po jej bokach rozetki, pod nią napis „SCHILLING”, pod napisem skrzyżowane gałązki, a na samym dole znak mennicy – litera M, od pierwszej litery nazwiska kierownika mennicy Johanna Ludwiga Meyera.

## Opis
Moneta była bita w miedzi, na krążku o średnicy 16 mm i masie 1,25 grama, z rantem gładkim. Stopień rzadkości poszczególnych roczników przedstawiono w tabeli:
| Lp. | Rocznik | Stopień rzadkości | Liczba egzemplarzy | Uwagi               | Zdjęcie |
| --- | ------- | ----------------- | ------------------ | ------------------- | ------- |
| 1   | 1808    | R2                | 3001–15 000        |                     |         |
| 2   | 1808    | R5                | 26–120             | odbitka w srebrze   |         |
| 3   | 1808    | R8                | 2–3                | inny awers i rewers |         |
| 4   | 1812    | R2                | 3001–15 000        |                     |         |
| 5   | 1812    | R7                | 4–6                | odbitka w srebrze   |         |

Korona na awersie została błędnie umieszczona nad tarczą zamiast w tarczy z krzyżami.
Wielkość emisji rocznika 1808 jest nieznana, natomiast w roku 1812 wybito ok. 1 170 000 sztuk szelągów.